# 올레스노군

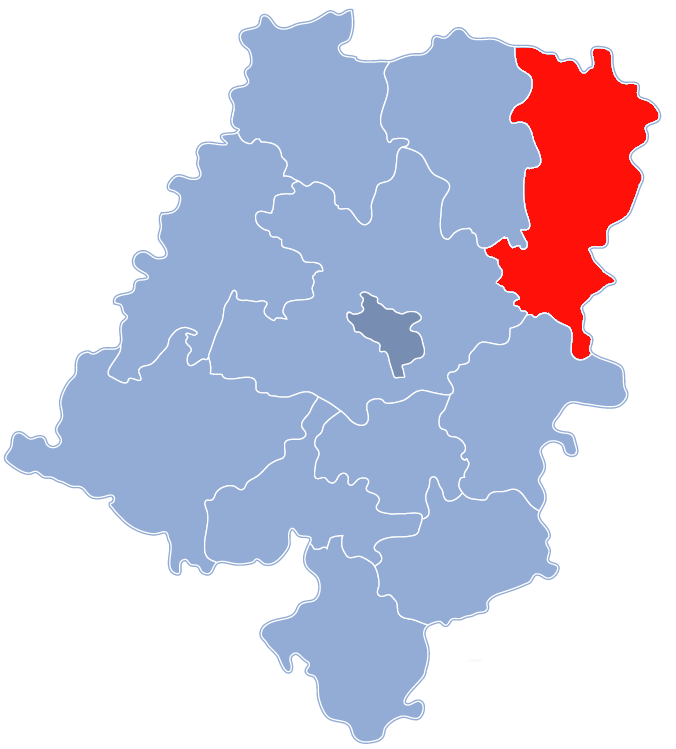
오폴레주 지도에 표시된 올레스노군의 위치

올레스노군(폴란드어: powiat oleski)은 폴란드 오폴레주에 위치한 군으로 군청 소재지는 올레스노이며 면적은 973.62km2, 인구는 64,411명(2019년 6월 30일 기준), 인구 밀도는 66명/km2이다.
북쪽으로는 우치주 비에루슈프군, 비엘룬군, 동쪽으로는 실롱스크주 크워부츠크군, 남동쪽으로는 실롱스크주 루블리니에츠군, 남쪽으로는 스트셸체군, 남서쪽으로는 오폴레군, 서쪽으로는 클루치보르크군과 접한다. 7개 지방 자치체(4개 도시형 농촌, 3개 농촌)를 관할한다.

군기
군 문장